# 磯邊律男
磯邊 律男（いそべ りつお、1922年4月3日 - 2012年2月12日）は、日本の大蔵官僚、実業家。国税庁長官を経て、博報堂代表取締役社長を歴任した。2001年春勲二等旭日重光章受章。

## 来歴・人物
大分県東国東郡武蔵町（現：国東市）生まれ。教員だった父の転勤で日本統治時代の朝鮮（現韓国）の光州の小学校と旧制中学校を卒業後、旧制五高に進み、東京帝国大学法学部政治学科を卒業した1948年に大蔵省に入省（理財局）。
国税庁査察課長時代には、吹原産業事件のほか、田中彰治衆議院議員が小佐野賢治を恐喝した虎ノ門事件の調査を担当。調査の最中には、順天堂大学医学部附属順天堂医院に入院しているはずの田中が、病院を抜け出して大蔵省5階の国税庁査察課に現れ、「課長の磯邊はいるか」と声を張り上げ、「俺のことをこそこそ調べているようだが、やれるもんならやってみろ」と啖呵を切って引き揚げた。
1965年夏、吹原産業事件を捜査していた東京地検特捜部は、その過程で発覚した森脇将光の経営する金融会社・森脇文庫による大掛かりな脱税を摘発する。脱税額は法人税で31億円。重加算税、延滞税、地方税を含めると総額は95億円にものぼった。
これだけの大型脱税を見逃していたマルサに対して、世論の風当たりは厳しく、それを背景に国会でも「査察、廃止」の声が高まった。矢面に立たされた査察課長の磯邊は、森脇の脱税で東京国税局査察部が受け持ったのは森脇文庫の闇融資の金利計算だけで完全な特捜部の下請けだったため、査察が特捜部の後始末ばかりに追われているのは、査察と特捜部の間に信頼関係がないからと考え、国税庁から桜田通りを挟んで歩いて10分ほど離れた検察庁、法務省に日参する日々を始める。そして、のちに検事総長となる布施健、安原美穂、江幡修三、伊藤栄樹、前田宏、筧栄一、吉永祐介らと懇意となり、10年後、磯邊が東京国税局長で遭遇するロッキード事件のときの検察は、布施検事総長、江幡最高検担当検事、吉永地検特捜部副部長と、磯邊にとってはツーカーの布陣となった。
銀行局総務課長時代には1970年発覚の富士銀行不正融資事件、証券担当官房審議官兼関東財務局東京証券取引所管理官だった1974年には日本熱学工業の粉飾決算事件を調べる。
国税庁調査査察部長のときは、殖産住宅事件で会長の東郷民安の脱税を摘発。同次長時代には田中金脈調査の最高責任者を担う。
当時、国税庁次長の格下とされた東京国税局長のポストに移動した1975年7月には、東京地検特捜部と協力しながら田中角栄、児玉誉士夫の脱税摘発の総指揮を執り、児玉の自宅を家宅捜索する前日には、東京国税局地下の大会議室に査察官300人を集め、「税務の威信を賭けて徹底調査をやれ、すべて責任は私が負う」と訓示し、ロッキード事件の突破口を開く。

### 博報堂社長に
1983年7月、大蔵省時代、3度にわたって直属の上司と部下の関係にあった博報堂の近藤道生社長に招かれ、同社特別顧問に就き、同12月1日、国税庁長官経験者が2人続けて社長となった。社長時代には生活者発想を掲げ、マーケティング・エンジニア宣言を推し進めた近藤路線の継承、発展を目指し、新しい時代の博報堂づくりを進めるためにイベント、映画、博覧会など広告周辺領域の強化に取り組み、博報堂が数多くの映画制作に関わっていた為、映画製作者のクレジットに必ず載った。
磯邊の名は闇の社会でも広く知られ、あるパーティーに出席した際、突然、暴力団山口組系の有力組長から名刺を出され、「その節は、面倒をおかけしました」と挨拶された。磯邊は国税庁長官時代、大阪国税局に繰り返し山口組系暴力団の税務調査を指示しており、担当した税務官の自宅に、犬や猫の死体が投げ込まれたことがあった。磯邊に挨拶した組長は、その時、狙われた一人であった。
法務・検察のドン 伊藤栄樹らと親交があり、「法務・大蔵会」と呼ばれた法務検察の現役幹部陣と、大蔵や国税査察経験者の現役幹部らとの定期的な会合・酒宴をもっていた。
2012年2月12日、腎盂がんのため死去。89歳没。
趣味は小旅行。

## 略歴
- 1948年4月1日 - 大蔵省に入省。
- 1952年 - 東京・芝税務署長。
- 1959年 - 福岡国税局直税部長。
- 1964年 - 国税庁査察課長。
- 1970年 - 大蔵省銀行局総務課長。
- 1972年 - 国税庁調査査察部長。
- 1973年4月1日 - 大蔵省大臣官房審議官。
- 1974年4月1日 - 国税庁次長。
- 1975年7月 - 東京国税局局長。
- 1977年4月1日 - 国税庁長官。
- 1980年6月1日 - 国税庁長官を退官し、日本損害保険協会副会長。
- 1983年12月1日 - 博報堂代表取締役社長。
- 1994年2月1日 - 同代表取締役会長。
- 2000年2月1日 - 同代表取締役相談役。
- 2012年2月12日 - 死去。89歳没。

## 著書
- 『税務行政と税理士の役割』TKC広報部、1981年。
- 『研修国税通則法』新都心文化センター、1984年。
- 『研修相続税法』新都心文化センター、1984年。
- 『研修法人税法』新都心文化センター、1987年。

## 主な公職
- 中央酒類審議会長
- アジア刑政財団理事
- 財団法人五井平和財団理事
- 財団法人上原記念生命科学財団監事
- 財団法人矯正協会評議員
- 財団法人国際民商事センター理事
- 社団法人財政金融調査会理事
- 財団法人さわやか福祉財団理事
- 更生保護法人全国更生保護法人連盟理事
- 財団法人日本文化藝術財団評議員
- 財団法人博報児童教育振興会常務理事
- 財団法人古岡奨学会理事
- 経営塾フォーラム監事
- 日本戦略研究フォーラム評議員
- 株式会社平和監査役

## 映画作品
- 1985年7月20日 - 「ビルマの竪琴」
- 1986年3月15日 - 「アリオン」
- 1988年4月16日 - 「となりのトトロ」
- 1991年7月20日 - 「おもひでぽろぽろ」
- 1992年4月11日 - 「豪姫」
- 1992年7月18日 - 「紅の豚」
- 1994年7月16日 - 「総天然色漫画映画 平成狸合戦ぽんぽこ」